# Université Wenzhou-Kean
 (juin 2024).
La mise en forme du texte ne suit pas les recommandations de Wikipédia : il faut le « wikifier ».
Les points d'amélioration suivants sont les cas les plus fréquents. Le détail des points à revoir est peut-être précisé sur la page de discussion.
- Les titres sont pré-formatés par le logiciel. Ils ne sont ni en capitales, ni en gras.
- Le texte ne doit pas être écrit en capitales (les noms de famille non plus), ni en gras, ni en italique, ni en « petit »…
- Le gras n'est utilisé que pour surligner le titre de l'article dans l'introduction, une seule fois.
- L'italique est rarement utilisé : mots en langue étrangère, titres d'œuvres, noms de bateaux, etc.
- Les citations ne sont pas en italique mais en corps de texte normal. Elles sont entourées par des guillemets français : « et ».
- Les listes à puces sont à éviter, des paragraphes rédigés étant largement préférés. Les tableaux sont à réserver à la présentation de données structurées (résultats, etc.).
- Les appels de note de bas de page (petits chiffres en exposant, introduits par l'outil «  Source ») sont à placer entre la fin de phrase et le point final[comme ça].
- Les liens internes (vers d'autres articles de Wikipédia) sont à choisir avec parcimonie. Créez des liens vers des articles approfondissant le sujet. Les termes génériques sans rapport avec le sujet sont à éviter, ainsi que les répétitions de liens vers un même terme.
- Les liens externes sont à placer uniquement dans une section « Liens externes », à la fin de l'article. Ces liens sont à choisir avec parcimonie suivant les règles définies. Si un lien sert de source à l'article, son insertion dans le texte est à faire par les notes de bas de page.
- La présentation des références doit suivre les conventions bibliographiques. Il est recommandé d'utiliser les modèles {{Ouvrage}}, {{Chapitre}}, {{Article}}, {{Lien web}} et/ou {{Bibliographie}}. Le mode d'édition visuel peut mettre en forme automatiquement les références.
- Insérer une infobox (cadre d'informations à droite) n'est pas obligatoire pour parachever la mise en page.

Pour une aide détaillée, merci de consulter Aide:Wikification.
Si vous pensez que ces points ont été résolus, vous pouvez retirer ce bandeau et améliorer la mise en forme d'un autre article.
 (juillet 2024).
L'université de Wenzhou-Kean est une université située à Wenzhou, dans le Zhejiang, en Chine. Elle a été créée en 2014 en tant que coentreprise entre l'université de Wenzhou et l'université Kean du New Jersey.

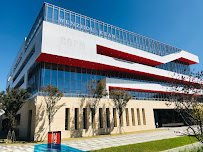
Université Wenzhou-Kean

En mars 2014, le ministère chinois de l'Éducation a approuvé la création de l'université Wenzhou-Kean. L'université a reçu son accréditation pour conférer des diplômes de licence en 2018 et pour conférer des diplômes d'études supérieures professionnelles en 2019 
Le projet de construction et tous les coûts de fonctionnement de l'Université Wenzhou-Kean sont financés par les frais de scolarité et le financement fournis par les gouvernements municipaux et provinciaux de Chine. Il n’y aura aucuns frais pour l’université Kean ou l’État du New Jersey. Le partenariat a été conclu avec l'université de Wenzhou, une institution de la province du Zhejiang.

## Liberté académique et politique
Un différend sur le campus de l'Université Kean à Wenzhou, en Chine, s'est intensifié lorsque Randi Weingarten, chef de la Fédération américaine des enseignants, a critiqué l'université pour avoir compromis les valeurs américaines en modifiant le statut d'emploi de sa faculté Wenzhou-Kean, comprenant plus de 50 citoyens américains. Les commentaires de Weingarten ont été réprimandés par l'Université Kean. La controverse a suscité des appels en faveur d'une surveillance étatique plus stricte des partenariats internationaux en matière d'enseignement supérieur du New Jersey. Au milieu des débats en cours sur l'intégrité académique et le rôle du gouvernement chinois dans le partenariat, le secrétaire à l'Enseignement supérieur du New Jersey, Zakiya Smith-Ellis, évalue la situation.
Des offres d'emploi qui favoriseraient les affiliés du Parti communiste chinois (PCC) pour des postes non universitaires ont été signalées, indiquant apparemment que la liberté académique était menacée. Un ancien instructeur anonyme de Wenzhou-Kean a raconté s'être senti menacé par des personnalités administratives chinoises membres du PCC parce qu'elles discutaient de sujets interdits. Ils ont affirmé que les membres du corps professoral avaient reçu pour instruction explicite d'éviter une série de questions sensibles, notamment les manifestations de la place Tiananmen en 1989, les troubles politiques à Hong Kong, l'incarcération des Ouïghours dans la province du Xinjiang et la question de la souveraineté de Taiwan.